# Chudinka, má kluka na vojně
Chudinka, má kluka na vojně je téma televizního cyklu Bakaláři, který pro vysílání v roce 1977 připravilo pražské studio Československé televize. Podle námětů televizních diváků napsal scenárista Jaroslav Dietl tři televizní povídky: Špionáž, Láska a Obří číše. Režisérem pořadu byl Jaroslav Dudek. Součástí pořadu bylo i vylosování pěti čísel Matesa.

## Povídka Špionáž
Obsazení
| Vlastimil Brodský  | Soukup, Nadin strýc    |
| Taťjana Medvecká   | neteř Naďa             |
| Ivan Luťanský      | voják Jirka            |
| Zdeněk Dítě        | vrchní                 |
| Eliška Velímská    | poštovní doručovatelka |
| Václav Postránecký | mladík před domem      |

Synopse
Nadin snoubenec je na vojně a ona chce po svém strýčkovi, který bydlí nedaleko kasáren, kde Jirka slouží, aby zjistil, zda ji není nevěrný. Strýček se nedobrovolně stává špiónem a Jirku sleduje. V dopisech svou neteř ubezpečuje, že Jirka se objevuje ve společnosti pouze se svými kamarády, což dokládá i pořízenými fotografiemi. Když jednou fotografuje Jirku před kasárnami, je vojáky zadržen a své počínání musí vysvětlit. Když vychází z kasáren, setkává se s Jirkou, který ho pozná. Strýček své poslání utají, ale během hovoru se dovídá, že i Jirka si není věrností své nastávající jistý, a když zjistí, že se strýček chystá jet za Naďou, požádá ho, aby mu prověřil, zda tomu tak opravdu je. Ze strýčka je tak rázem dvojitý špión. Na návštěvu přijíždí právě v okamžiku, kdy se Naďa chystá na dámskou jízdu se svými kamarádkami. Tajně nastaví magnetofon, aby nahrával hovor dívek a nechává je samotné. Naďa na to ale přijde a dojde jí, jaká je situace. Vše napíše svému Jirkovi, který se tak dovídá, že i on byl strýčkem sledován. Strýček upadl v nemilost jak své neteře, tak i jejího snoubence. Po čase obdrží strýček od Nadi další dopis, ve kterém se dovídá, že Naďa a Jirka jsou již svoji a dají mu nabídku, jak si může svou pověst napravit – Jirkův bratranec je na vojně a novomanželé jeho dívce slíbili, že ji ho strýček trochu pohlídá.

## Povídka Láska
Obsazení
| Věra Bublíková   | matka |
| Vlastimil Zavřel | Vlado |
| Jarmila Švehlová | Eva   |
| Josef Vinklář    | otec  |
| Jiří Ptáčník     | Petr  |

## Povídka Obří číše
Obsazení
| Josef Větrovec      | Ludvík Stolín |
| Stella Zázvorková   | Stolínová     |
| Kateřina Macháčková | Renata        |
| Lenka Kořínková     | Hanka         |
| Marcel Vašinka      | Jarda         |

## Tvůrci pořadu
| Moderátoři | Vladimír Menšík a Libuše Pospíšilová |
| Scénář     | Jaroslav Dietl                       |
| Režie      | Jaroslav Dudek                       |
| Kamera     | Jindřich Novotný                     |
| Střih      | Jaroslav Kotlant a Irena Hampejzová  |

## Technické údaje
- Premiéra: 2. červenec 1977 (I. program Československé televize)
- Studio: Praha
- Barva: černobílý
- Jazyk: čeština
- Délka: cca 75 minut

## Z dobového tisku
Recenzent v Tvorbě (28/1977) pražské vydání Bakalářů na téma Chudinka, má kluka na vojně zhodnotil takto: „Poměrně vyrovnanou úroveň měli tentokrát pražští Bakaláři. Tři scénáře, které podle námětů televizních diváků připravil Jaroslav Dietl s obvyklou, sobě vlastní rutinou, nenechávaly v tomto případě nikoho na pochybách, že vycházejí ze skutečných událostí. Obsahovaly věrohodné zápletky, měly dobré dialogy a na malé ploše rozváděly situace, jejichž průběh i vyvrcholení byl motivicky celkem obratně zpracován. Rovněž po interpretační a realizační stránce neklesly pod běžný standard. Zato mnohem problematičtější byla závěrečná beseda Libuše Pospíšilové s autory jednotlivých námětů, jejíž smysl nám opět (už pokolikáté?) unikl. Jde o to, dozvědět se něco bližšího ze zákulisí předvedených příběhů, poznat názory přítomných osob nebo zbytečně glosovanou konverzací pouze zaplnit čas tradičně rezervovaný na tah Matesa?“ 